# Мотрич, Владимир Михайлович
Мотрич Владимир Михайлович (11 января 1935, Харьков — 20 февраля 1997, Киев) — украинский поэт.

## Биография
Родился 1 января 1935 года в Харькове. 
Был широко известен в самиздате. В официальной печати стихи Владимира Мотрича появлялись только в харьковской газете «Ленінська Зміна» в 1965 году и в 1979—1980 гг. в красноярской газете «Красноярский комсомолец».
Стихотворения Владимира Мотрича, а также воспоминания о нём Ю. Г. Милославского и А. Л. Верника включены в антологию «У Голубой Лагуны» К. К. Кузьминского и Г. Л. Ковалева (том 3А) и др. сборники неофициальной поэзии. В. А. Мотричу посвящено несколько глав документального романа Эдуарда Лимонова «Молодой негодяй». Единственная книга В. М. Мотрича вышла в 1993 году в Харькове. 
С лёгкой руки Вагрича Бахчаняна в Харькове Мотрича друзья называли Мэтричем.
Скончался поэт в Киеве 20 февраля 1997 года.

## Публикации
- Владимир Мотрич. Стихотворения и поэмы. — Харьков: ЭНГРАМ, 1993. — ISBN 5-7707-4380-8.
- Антология новейшей русской поэзии «У Голубой Лагуны» / Сост. К. К. Кузьминский, Г. Л. Ковалев. — Псков: В. Орлов, 2006. — 536 с. — ISBN 5-98583-005-5.

## Цитаты

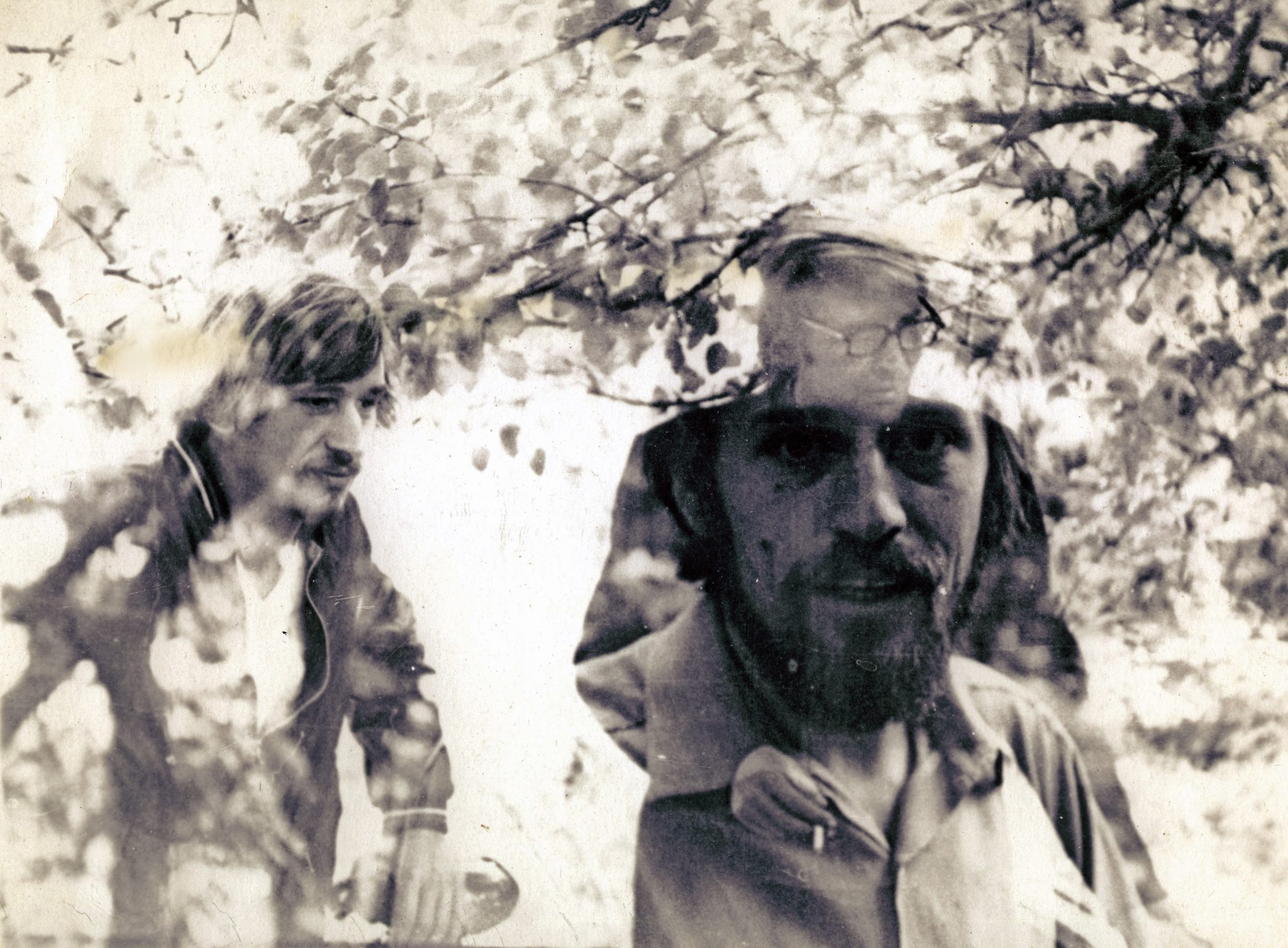
С. Горюнов, В. Мотрич, Л. Иванов.
Харьков, 1975 г. Фото М. С. Басова

- «Чистый дар, чистый мелос, чистое голосоведение… Поэт Божьей милостью, …великая поэтическая надежда которого сбылась с таким непоправимим опозданием. Но все-таки сбылась»[3] — Виктор Топоров, 1993.

- «Мотрич читал стихи. С удовольствием, как едят мясо изголодавшиеся люди. Чуть ли не с урчанием и чавканьем читал он. Вещественно, а не как словесность, изящная и лёгкая и несуществующая, выходили стихи из хорватского горла. Он читал Мандельштама и „Крысолова“ Бродского, читал свои стихи... / „И сам Иисус как конокрад / В рубахе из цветного ситца…“ / Глубокий шёпот (и особенно все тревожные, как звук бормашины, „с“ в имени Ииссс-уссс) первого в жизни юноши Савенко живого поэта заставил подняться волоски на теле книгоноши. Неподвижно, загипнотизированные, приоткрыв рты, глядели на Мотрича… <…> …может быть слышавшие стихотворение сотню раз… / …Глядя на темноликого поэта (хорватская щетина неумолимо продиралась сквозь кожу), книгоноша дал себе слово стать поэтом, как Мотрич. „Во что бы то ни стало…“ — прошептал упрямец»[4] — Эдуард Лимонов, 1986.

- «Но как Блок, написавший не один десяток метров дрянной серятины, остается поэтом великим, так и Мотрич — со своими пятью процентами от общего числа сочинённого — поэт настоящий»[5] — Юрий Милославский, 2010.

- «Мотрич явился поистине литературным, а пожалуй, и былинным героем во плоти, имя которому — Поэт как тип. Это означало, что среди его поклонников оказывалось множество таких лиц, которые либо вовсе не читали никаких стихов, включая и те, которые были сочинены предметом их поклонения, либо начали интересоваться стихами (хотя бы одного только Владимира Мотрича) лишь вследствие очарования именно Владимиром Мотричем in corpore. В этом смысле соперников в Харькове у него не было и быть не могло»[5] — Юрий Милославский, 2010.

- «Мотрич уникальный поэт ещё и тем, что он избежал дурного и ложного выбора быть „советским“ или „антисоветским“. Он — в своих стихах — как бы и „не заметил“ советскую власть»[2] — Герман Титов, 2013.

## Память
- в 2013 году 17-й номер журнала поэзии «ЛАВА» посвящён памяти легендарного харьковского поэта Владимира Мотрича[6].